# Laranjal (Minas Gerais)
Laranjal, amtlich portugiesisch Município de Laranjal, ist ein brasilianisches Municipio im Bundesstaat Minas Gerais. Die Bewohner werden Laranjalenser (laranjalense) genannt. Die Entfernung zur Hauptstadt Belo Horizonte beträgt 348 km.

## Geschichte
Die Region, in der sich das Munizip befindet, wurde ursprünglich von den Puris-Indianern bewohnt. Mitte des 19. Jahrhunderts entstand am Rande des Weges, der nach São Paulo do Muriaé, Presídio, Meio Pataca und anderen Orten führte, die Siedlung, aus der später die Stadt Laranjal hervorging, die als Rastplatz für Tropeiros und Viehtreiber diente.
Das Gebiet, das die Abenteurer jener Zeit als Rastplatz für ihre langen Wanderungen wählten, zog nach und nach einige Bewohner an, die sich dort niederließen, entweder als Händler oder als Landbesitzer und Bauern der umliegenden Ländereien.
So entstand der erste Kern, der bereits 1871 durch das Provinzgesetz Nr. 1783 vom 22. September zum Friedensbezirk erhoben wurde, der zur Gemeinde Leopoldina gehörte. Später wurde es nach Cataguases verlegt, bis es 1938 durch das Landesgesetz Nr. 148 vom 17. Dezember zum Gemeindebezirk erhoben wurde, mit dem heutigen Namen. Dieser wurde aufgrund eines großen Orangenhains vergeben, der sich im Hauptort des Distrikts befand, als dieser noch bewohnt war.

## Demographie
Die Bevölkerung wurde zum 1. Juli 2021 auf 6856 Einwohner geschätzt.
Laut der brasilianischen Volkszählung 2022 betrug die Einwohnerzahl 5.963, die Bevölkerungsdichte (Einwohner/km²): 29,1 und nach der amtlichen Schätzung von 2024 betrug sie 6.042.

## Geographie
Das Municipio liegt in der Mesoregion Zona da Mata Mineira. Der Hauptort ist über die Autobahn 348 km von der Hauptstadt Belo Horizonte entfernt. Er ist über die Autobahnen (Rodovias) BR-116 und MG-285 zu erreichen. Das Munizip hat eine Fläche von rund 204,9 km². Es liegt auf einer Höhe von 175 Metern. Umliegende Munizipien sind Cataguases, Muriaé, Leopoldina, Recreio, Santana de Cataguases und Palma.

### Relief und Klima
Die Höhe des Hauptortes beträgt 175 m, der höchste Punkt liegt bei 1119 m. Das Klima ist tropisch mit Regenfällen im Sommer und einer durchschnittlichen Jahrestemperatur von etwa 23,5 °C, mit Schwankungen zwischen 18 °C (durchschnittliche Tiefsttemperatur) und 31 °C (durchschnittliche Höchsttemperatur). Das Biom ist Mata Atlântica.

### Hydrographie
Das Municipio gehört zum Einzugsgebiet des Flusses Paraíba do Sul und wird von den Flüssen Pomba und São João durchflossen.

## Kultur und Bauwerke
Im August findet das größte Fest der Region statt, die Landwirtschafts- und Industrieausstellung, die seit fast 30 Jahren das größte Ereignis der Stadt ist und bei der bereits zahlreiche bekannte Künstler der Musikszene aufgetreten sind, darunter: Erasmo Carlos, Zé Ramalho, Zé Geraldo, Aguinaldo Timóteo, Bonde do Forró, Latino, Titãs, Cheiro de Amor, João Bosco e Vinicius, Teodoro e Sampaio, Cezar e Paulinho, NX Zero, Naldo Benny, Halvaro e Rodriguez und viele andere. Ein weiterer Höhepunkt der Kultur sind die Folias de Reis, die jedes Jahr zwischen dem 31. Dezember und dem 6. Januar stattfinden und deren Höhepunkt die Messe mit der Verehrung des Göttlichen und die sogenannte „Entrega“ ist, die nichts anderes als das Abschlussereignis des Festes ist. Sie besteht aus einem Orchester mit Violen, Gitarren, Akkordeons, Cavaquinhos, Bumbos, Pandeiros und anderen Instrumenten, begleitet von einem mystischen Gesang, der nur wenigen verständlich ist, aber reich an der Kultur der katholischen Volksfrömmigkeit ist. Eine Woche lang begleitet ein Mann in exotischer Kleidung, der Geschichten, Fakten und Verse über den Alltag, die Bibel und den Besitzer des besuchten Hauses erzählt, die Menschen bis in die frühen Morgenstunden. Er ist unter den Einheimischen als „Clown der Folia“ bekannt.
Die katholische Kirche wird durch die Matriz Nossa Senhora da Conceição vertreten, ein wunderschönes architektonisches Beispiel, das jedoch nach und nach seine historischen Merkmale durch zahlreiche kulturell unsensible Renovierungen verliert. Auf ihrem Turm ist das Datum 1909 angegeben, was von Wissenschaftlern korrigiert wurde, da sie bereits zuvor erbaut wurde und dieses Datum lediglich das Jahr angibt, in dem der Turm fertiggestellt wurde.
Laranjal verfügt über zahlreiche Beispiele historischer Architektur, die in seinem kulturellen Gedächtnis nicht genutzt werden. Es handelt sich um einige Wohnhäuser, die Ende des 19. und Anfang bis Mitte des 20. Jahrhunderts erbaut wurden und noch immer den Pionierfamilien der Stadt gehören. Das beste Beispiel dafür ist das zweistöckige Haus, in dem sich die bekannte und traditionsreiche „Bar Silva“ befindet, die seit Jahren der Familie gehört, nach der das Lokal benannt ist. Die Fassade ist mit schönen Symbolen verziert, deren Bedeutung unbekannt ist, die aber den kulturellen Reichtum der Gemeinde widerspiegeln. Die Bar Silva ist eine der meistbesuchten Bars der Stadt, sogar Einwohner benachbarter Städte kommen wegen ihrer berühmten Snacks hierher.

## Gesundheit
Das Munizip Laranjal verfügt über ein Krankenhaus (Hospital Comunitário de Laranjal), drei Basisgesundheitsstationen „UBS Manoel Jose da Costa (Zentrum), UBS Dr. Mario Inácio Carneiro (Krankenhausbereich) und UBS Antonio Gonçalves Vieira (Distrikt São João)“ sowie eine Rettungswache, die die Gemeinden Laranjal, Palma und Recreio versorgt. Diese Einrichtungen bilden das Versorgungsnetz des SUS (Sistema Único de Saúde, Einheitliches Gesundheitssystem). In der Gemeinde gibt es außerdem zwei Labore für klinische Analysen, Arzt- und Zahnarztpraxen sowie ein Labor für Zahnersatz.

## Tourismus und Staudamm
Der See, der durch den Staudamm des Wasserkraftwerks Barra do Braúna zwischen den Munizipen Laranjal, Palma und Recreio entstanden ist, zieht Touristen in die Region. So entwickelt sich der Ort nach und nach zu einem idealen Ort für Badegäste, Wassersportler und Angler.

## Politik
Von 2021 bis 2024 war Fernando Gonçalves dos Santos (Republicanos) der Bürgermeister des Munizips. Er wurde für die Amtszeit 2025 bis 2028 wiedergewählt.

## Söhne und Töchter
Eine seiner markantesten Persönlichkeiten war Kanonikus Geraldo Mendes Monteiro, im Volksmund bekannt als Padre Geraldo, ein großer Priester, Lehrer, Schriftsteller und vieles mehr, der Laranjal ein kulturelles Vermächtnis in Form einer Bibliothek hinterließ, die seinen Namen trägt und einige für die Gemeinde äußerst wichtige Werke beherbergt, darunter das von ihm selbst verfasste Buch „História Geral do Laranjal“ (Allgemeine Geschichte von Laranjal).